# 영국 국회의사당 화재

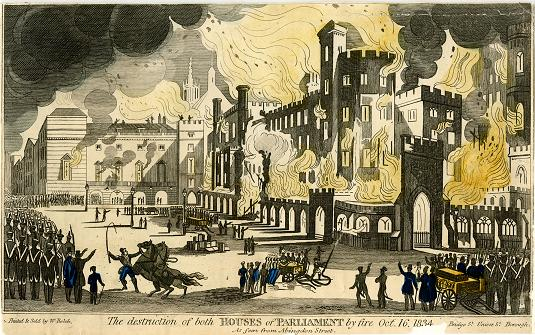
불타고 있는 웨스트민스터 궁전, 1834년 10월, 전경이 보이는 고궁마당

영국 의회의 주거지로 사용된 중세 왕궁인 웨스트민스터 궁전은 1834년 10월 16일 화재로 대부분 파괴되었다. 화재는 1826년까지 재무부의 회계 절차의 일부로 사용되었던 작은 나무 집계 막대가 타면서 발생했다. 막대기는 귀족원 아래 두 개의 용광로에 부주의하게 버려져 있었고, 이로 인해 귀족원 바닥과 벽을 통해 흐르는 두 개의 연도에 굴뚝 화재가 발생했다.
그 결과 발생한 화재는 단지 전체로 빠르게 번졌고 1666년 대화재와 2차 세계 대전 사이의 런던에서 발생한 가장 큰 화재로 발전했다; 이는 그 사건에 대한 그림 기록을 제공한 몇몇 예술가들을 포함한 많은 군중을 끌어들였다. 불은 밤새 계속되었고 개조된 성 스테판 예배당, 하원 회의장소, 상원, 도장실, 국회의장과 하원 서기의 관저 등 궁전의 많은 부분이 소실되었다.
런던 소방차 시설의 제임스 브레이드우드 장관의 행동으로 웨스트민스터 홀과 옛 국회 의사당의 일부 다른 부분이 화재에서 살아남을 수 있었다. 1836년 새 궁전을 위한 디자인 공모전에서 찰스 배리가 우승했다. 아우구스투스 푸긴과 공동으로 개발한 배리의 계획은 살아남은 건물을 새로운 복합 단지에 통합시켰다. 이 대회를 통해 고딕 부흥을 국가 건축 양식의 주요 양식으로 확립했고 궁전은 그 이후로 탁월한 보편적 가치를 지닌 유네스코 세계 문화 유산으로 분류되었다.

## 배경

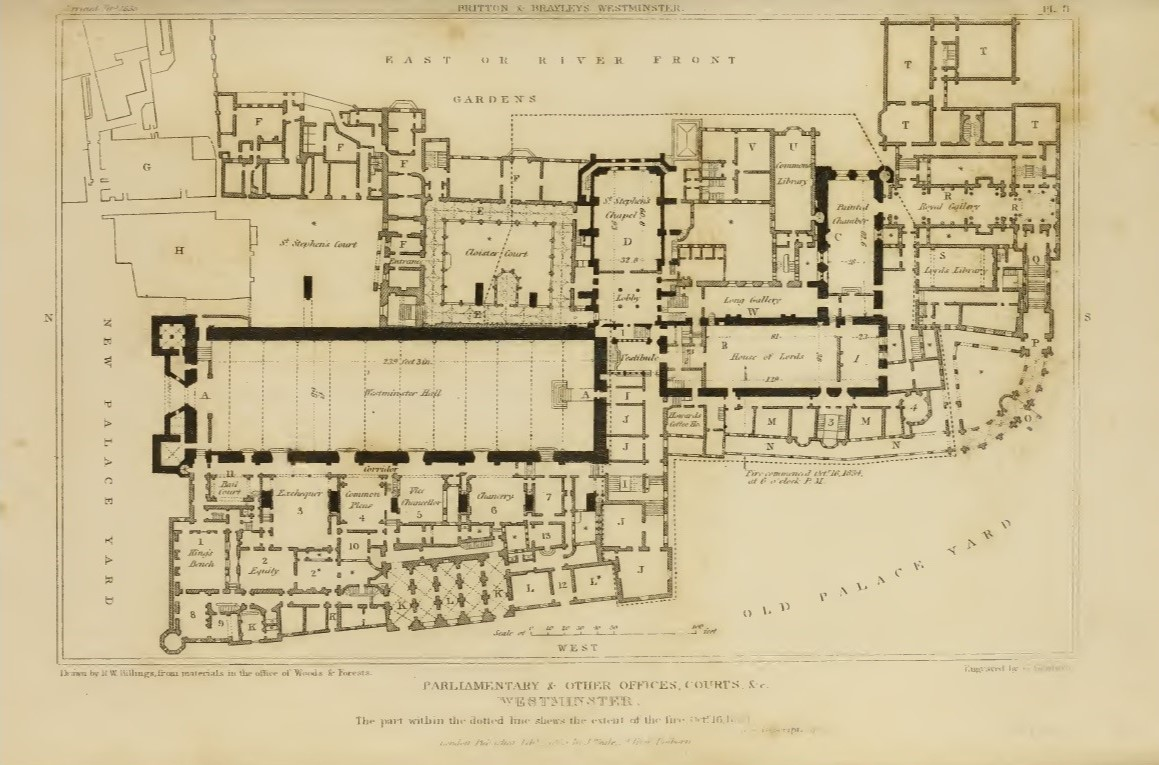
상원(백악실), 하원(성 스테판 예배당), 웨스트민스터 홀, 페인티드 챔버, 국회의사당 및 재무부의 위치를 보여주는 1834년 웨스트민스터 궁전의 도면.

웨스트민스터 궁전은 원래 크누트 대왕이 템스강 북쪽에 자신의 왕궁을 지은 11세기 초로 거슬러 올라간다. 건물에 대한 역대 왕들의 노력: 에드워드 참회왕은 웨스트민스터 사원을 짓기 시작했다. 정복왕 윌리엄은 새로운 궁전을 짓기 시작했고, 그의 아들 윌리엄 루퍼스는 1097년에 웨스트민스터 홀을 포함한 과정을 계속했다. 헨리 3세는 1270년 재무부(국가의 조세 및 수입 수집 부서)를 위한 새 건물과 형평법 법원, 왕실 법원 과 함께 연방 항소 법원을 건설했다. 1245년까지 왕의 왕좌가 궁전에 있었는데, 이는 그 건물이 영국 왕실 행정의 중심에 있음을 의미했다. 

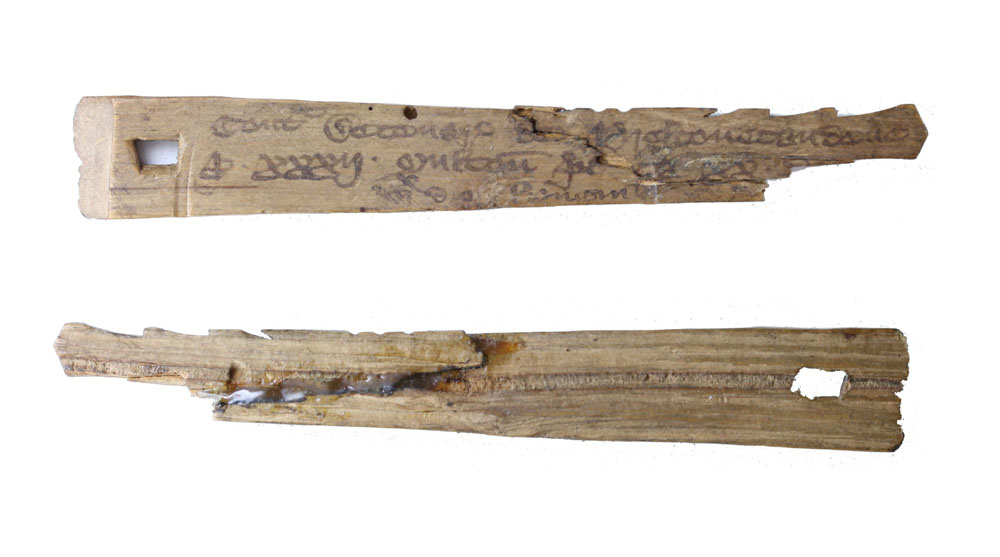
집계 막대는 1826년까지 재무 관리들이 사용했다.

## 1834년 10월 16일
군중은 조용했고 오히려 기뻐했다. 마치 격려하는 것처럼 바람이 불어올 때 "휘" 소리를 내고 휘파람을 불었다. "저기 하원을 위한 '불꽃'(우리가 '빛'이라고 부르는 것)이 있다."—"거지 같은 법률 법안에 대한 심판이다 !"—"쟤들 꼴 좀 봐!" 이런 감탄사가 지배적이었던 것 같다. '유감이다'라고 하는 사람은 어디서도 본 적이 없었다.

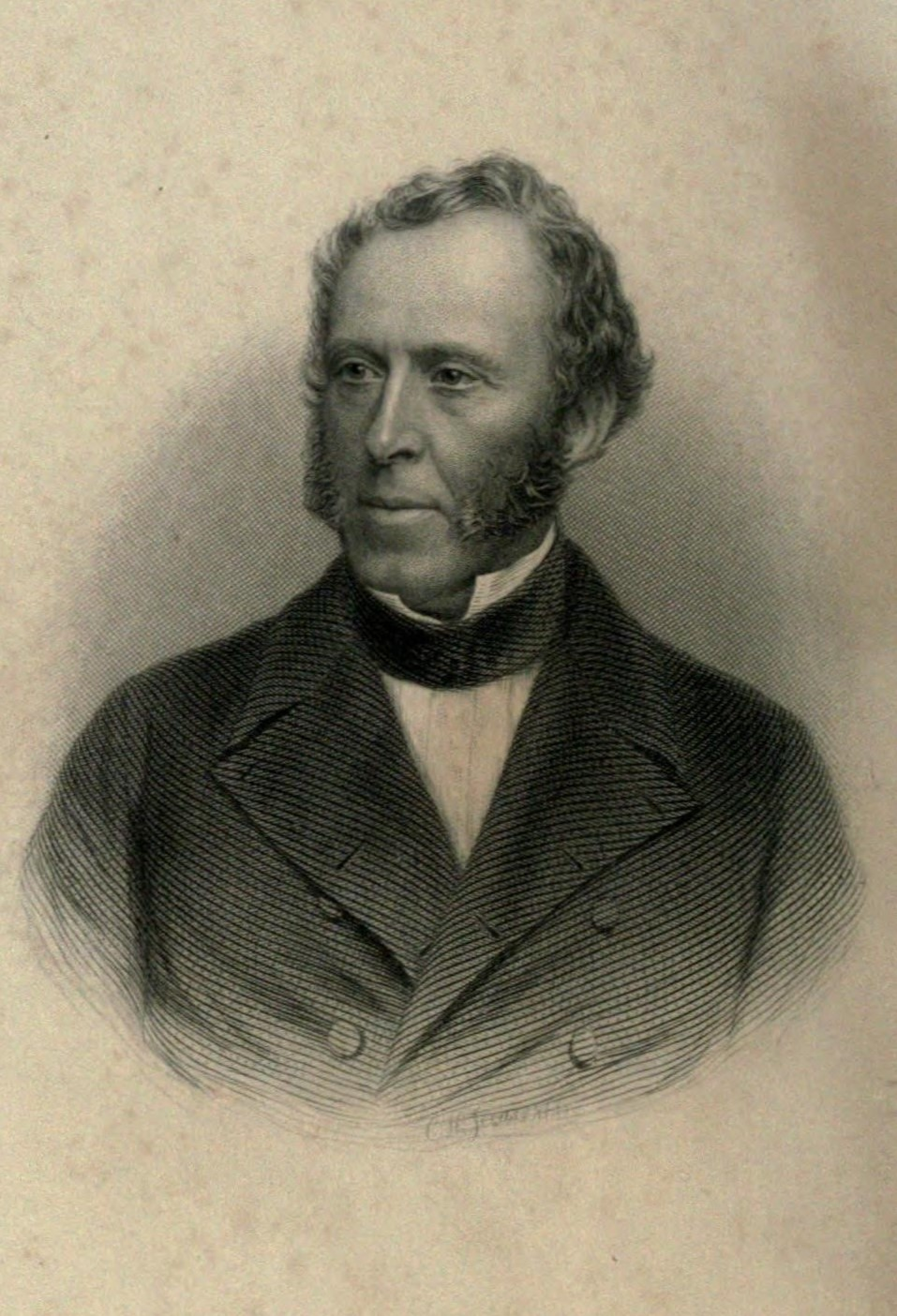
1866년에 촬영된 런던 소방차 시설의 장관 제임스 브레인우드

## 여파

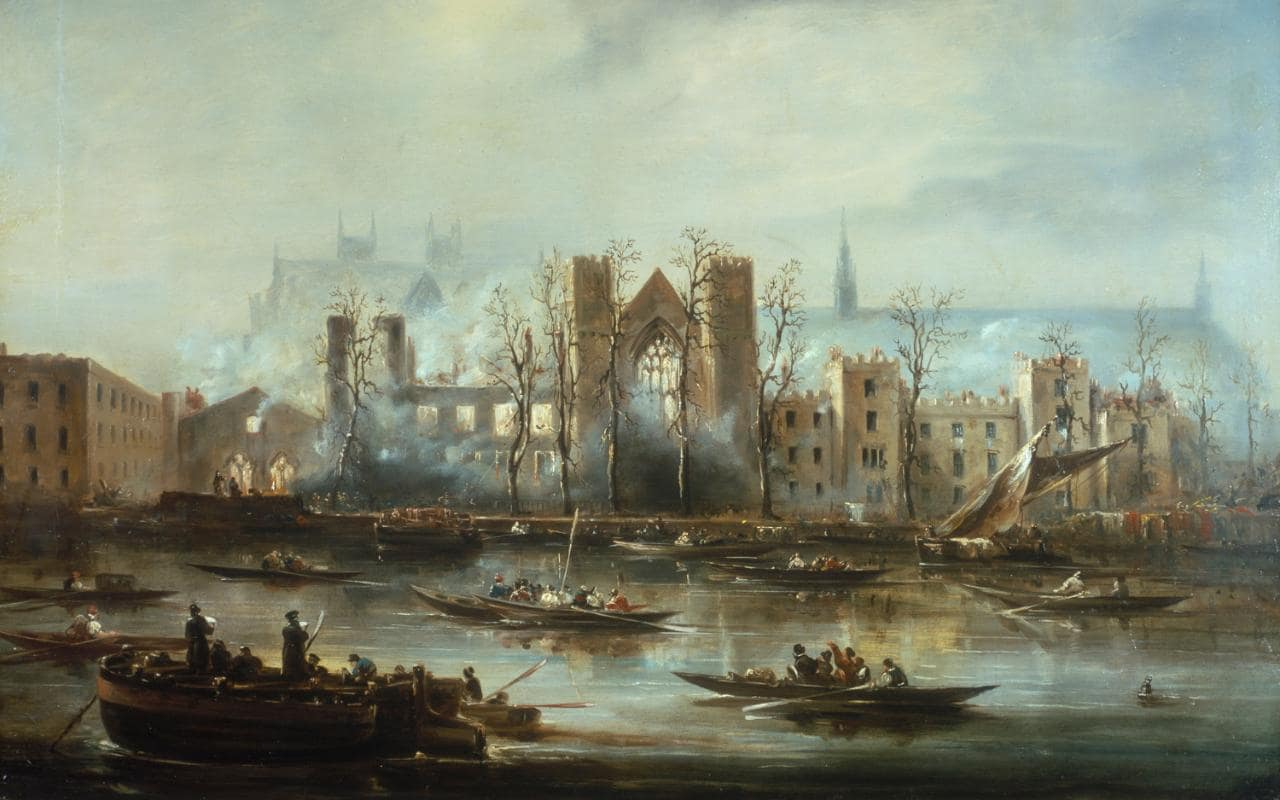
화재 후 템즈강에서 본 웨스트민스터 궁전

## 유산

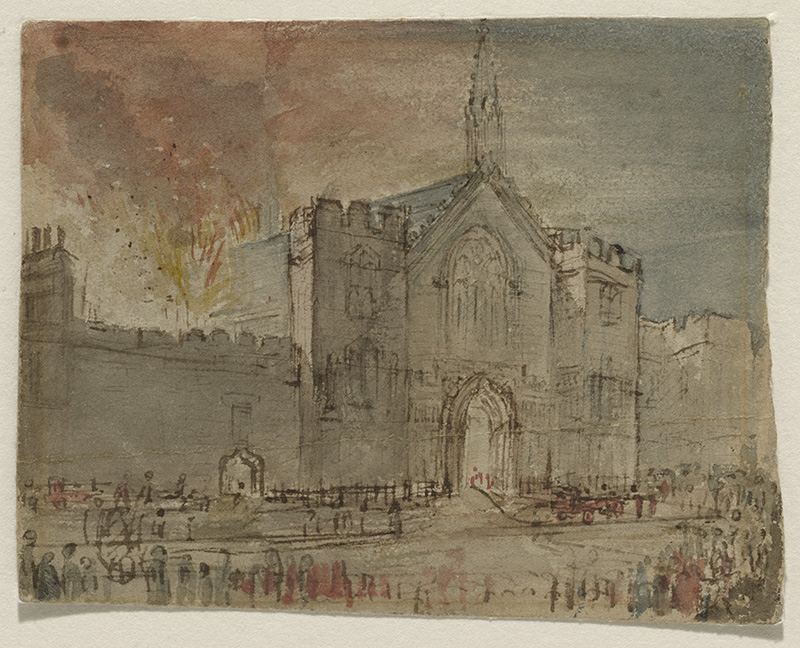
화재를 목격한 존 컨스터블의 스케치